# Safrol
Safrol – organiczny związek chemiczny z grupy benzodioksoli, główny prekursor w syntezie MDP2P używanego do otrzymywania MDMA i MDEA. Jest bezbarwną lub lekko żółtą, oleistą cieczą. Zwykle jest ekstrahowany z kory korzenia i owoców sasafrasu w formie olejku sasafrasowego. Stosowany jest jako surowiec w przemyśle perfumeryjnym oraz w syntezach organicznych, np. do otrzymywania heliotropiny. Olejek sasafrasowy wykorzystywany w przemyśle spożywczym w Stanach Zjednoczonych pozbawiony jest safrolu w związku z zakazaniem jego stosowania przez Agencję Żywności i Leków w 1960 roku.

## Zagrożenia
Safrol wykazuje słabe działanie rakotwórcze w badaniach na szczurach. Występuje naturalnie w różnych przyprawach, takich jak cynamon, gałka muszkatołowa, czarny pieprz czy bazylia. W tej postaci podejrzewa się, choć nie zostało to udowodnione, że wpływa w pewien niewielki, lecz mierzalny sposób na zapadalność na raka u ludzi. W tej kwestii porównuje się go do zagrożeń powodowanych przez sok pomarańczowy (ze względu na limonen) lub pomidory (kwas kawowy).